# Crastatt

Crastatt este o comună în departamentul Bas-Rhin, Franța. În 1 ianuarie 2022 avea o populație de 291 de locuitori.